# Dan Air
Dan Air is een Roemeense lagekostenluchtvaartmaatschappij met zijn basis in Boekarest.
De maatschappij vervoert passagiers via chartervluchten via wet lease-constructies voor andere maatschappijen. Sinds juni 2023 voert het lijnvluchten uit onder eigen naam vanaf Boekarest en Brasov.
Dan Air werd in 2017 opgericht onder de naam Just Us Air en voerde in 2021 de huidige naam in.

## Bestemmingen
Dan Air vliegt vanaf 15 juni 2023 op de volgende bestemmingen:
| Land                | Stad       | Luchthaven                                     |
| ------------------- | ---------- | ---------------------------------------------- |
| België              | Brussel    | Brussels Airport                               |
| Duitsland           | München    | Flughafen München Franz Josef Strauß           |
| Duitsland           | Neurenberg | Flughafen Nürnberg                             |
| Duitsland           | Stuttgart  | Flughafen Stuttgart                            |
| Roemenië            | Brașov     | Luchthaven Brasov                              |
| Roemenië            | Boekarest  | Henri Coandă International Airport             |
| Spanje              | Barcelona  | Luchthaven Josep Tarradellas Barcelona-El Prat |
| Spanje              | Madrid     | Aeropuerto Adolfo Suárez Madrid-Barajas        |
| Spanje              | Málaga     | Aeropuerto de Málaga-Costa del Sol             |
| Spanje              | Valencia   | Aeropuerto de Valencia                         |
| Verenigd Koninkrijk | Londen     | Gatwick Airport                                |